# 弗萊德·薩維奇
弗萊德·薩維奇（英語：Frederick Aaron "Fred" Savage，1976年7月9日—）是美國的一位演員、導演和製作人。他最著名的作品是美國電視劇兩小無猜中的Kevin Arnold角色。他獲得過人民選擇獎和青年藝術家獎等獎項和提名。